# Happiness in Darkness
Happiness in Darkness é o terceiro álbum da banda norueguesa Gothminister, lançado 
 em
25 de Novembro de 2008.

## Faixas
| N.º            | Título                  | Duração |  |
| 1.             | "Dusk Till Dawn"        | 4:42    |  |
| 2.             | "Darkside"              | 3:56    |  |
| 3.             | "Your Saviour"          | 3:50    |  |
| 4.             | "Freak"                 | 4:02    |  |
| 5.             | "Sideshow"              | 4:59    |  |
| 6.             | "The Allmighty"         | 2:07    |  |
| 7.             | "Beauty After Midnight" | 4:20    |  |
| 8.             | "Emperor"               | 4:26    |  |
| 9.             | "Mammoth"               | 3:45    |  |
| 10.            | "Thriller"              | 3:45    |  |
| Duração total: | Duração total:          | 38:31   |  |

## Créditos
- Bjørn Alexander Brem - Vocal, Baixo
- Bjørn Aadland - Guitarra
- Icarus - Guitarra
- Halfface - Teclados
- Chris Dead - bateria